# Rondibilis lineata
Rondibilis lineata är en skalbaggsart som först beskrevs av Aurivillius 1927.  Rondibilis lineata ingår i släktet Rondibilis och familjen långhorningar.
Artens utbredningsområde är Filippinerna. Inga underarter finns listade i Catalogue of Life.